# Manelima
Manelima (deutsch „Fünf Männer“) ist ein osttimoresischer Suco im Verwaltungsamt Laclubar (Gemeinde Manatuto).

## Geographie

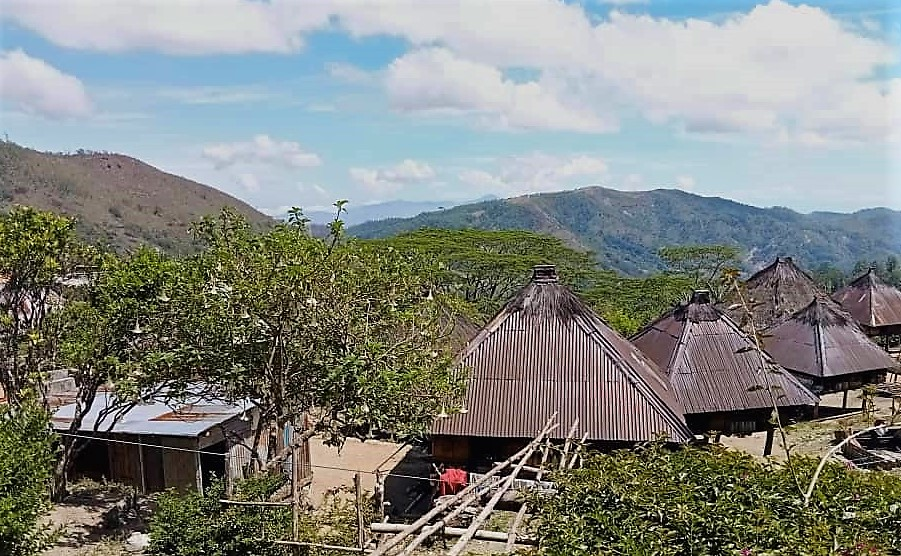
Das Dorf Manelima im Nordwesten des Sucos

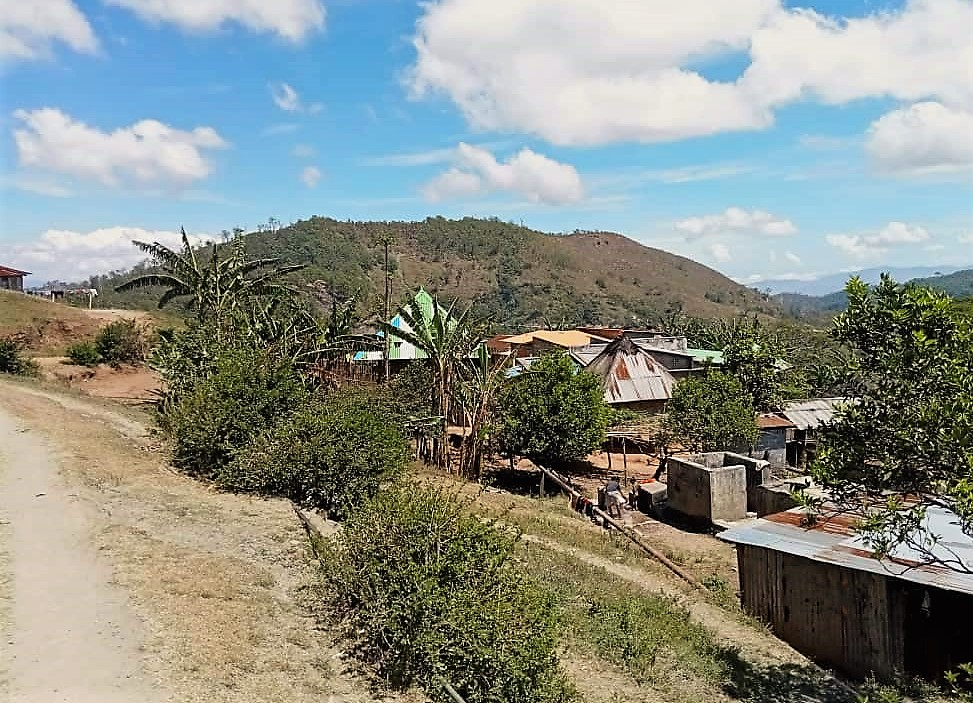
Das Dorf Manelima

Vor der Gebietsreform 2015 hatte Manelima eine Fläche von 46,97 km². Nun sind es 46,72 km². Der Suco liegt im Süden des Verwaltungsamts Laclubar. Im Nordwesten befindet sich der Suco Funar, im Norden und Osten der Suco Orlalan und im Südwesten der Suco Fatumaquerec. Im Süden von Manelima liegt das Verwaltungsamt Soibada mit seinen Sucos Maun-Fahe und Manlala. Die Südgrenze Manelimas bildet der Fluss Buarahuin, die Ostgrenze weitgehend der Bun. Sie bilden nach ihren Zusammenfluss den Sáhen.
Der Ort Manelima liegt im Norden des Sucos, südlich des Ortes Laclubar, auf einer Meereshöhe von 1246 m. Quer durch den Suco führt von Nord nach Süd die Überlandstraße, die die Orte Laclubar und Soibada miteinander verbindet. An ihr liegen abgesehen von Manelima alle größeren Siedlungen des Sucos. Dies sind Calohan (Kalohan), Tidin Botir, Hatomanuc, Bora, Aman Un (Amanun) und Laceno (Lakenu). In Bora befindet sich der Sitz des Sucos und es gibt eine Grundschule und eine medizinische Station.
Im Suco befinden sich die sechs Aldeias Aman Un, Calohan, Futumanuc, Laceno, Lafulau und Mane-Atun (Maneatun).

## Einwohner
In Manelima leben 2.078 Einwohner (2022), davon sind 1.051 Männer und 1.027 Frauen. Im Suco gibt es 309 Haushalte. Über 98 % der Einwohner geben Idaté als ihre Muttersprache an. Minderheiten sprechen Tetum Prasa, Habun oder Tokodede.

## Geschichte
In Lafulau gab es Ende 1979 ein indonesisches Internierungslager für osttimoresische Zivilisten (Transit Camp), die zur besseren Bekämpfung der FALINTIL von den indonesischen Besatzern umgesiedelt werden sollten.
In der Nacht vom 24. April 1999 wurde Manelima von indonesischen Sicherheitskräften niedergebrannt.

## Politik
Bei den Wahlen von 2004/2005 wurde Domingos da Cunha zum Chefe de Suco gewählt. Bei den Wahlen 2009 gewann João de Carvalho und 2016 Ernesto Soares.